# Cronaca degli Scoti
La Cronaca degli Scoti è una cronaca irlandese.
Secondo Nollaig O Muraile, è una raccolta di annali appartenente al gruppo degli Annali di Clonmacnoise e che copriva il periodo che andava dalla Preistoria al 1150, con alcune lacune, e strettamente connessa con gli Annali di Tigernach.
Questa cronaca sopravvive in una copia realizzata da Dubhaltach MacFhirbhisigh attorno al 1640. Questa copia fu alla fine pubblicata da William M. Hennessy nel 1866. A quest'opera viene riconosciuto un alto valore di attendibilità, visto che il sistema di datazione non presenta i gravi errori che invece esistono in altre opere simili.